# 尼康D810A
尼康D810A（Nikon D810A）是日本相機製造廠尼康於2015年发布的一款数码单反相机，是基于尼康D810制作的一款天文摄影专用机型。

## 規格
- 感光元件使用35.9×24.0公釐尺寸的 CMOS，有效像素為3630萬像素，最大的解像度是7360 x 4912。[2][3]

## 特点
- 与一般单反不同，尼康D810A在影像传感器的前方采用了IR-cut光学滤镜，可以使H-α射线透光率相对尼康D810同比高约4倍。这样便能使拍摄出的发射红光的星云和星系变得更加鲜艳。[4]